# Aiguille de Roc
L'aiguille de Roc (ou pic de Roc), qui culmine à 3 407 m d'altitude, est l'une des aiguilles de Chamonix dans le massif du Mont-Blanc. Elle est constituée d'un pinacle rocheux détaché dans le versant Sud-Est de l'aiguille du Grépon.
Elle se parcourt classiquement lors de la traversée Roc-Grépon (la no 64 des 100 plus belles courses du massif du Mont-Blanc de Gaston Rébuffat). Une photo célèbre et spectaculaire de Rébuffat dressé sur la pointe du sommet, les anneaux de corde à la main, illustre la couverture de son ouvrage La montagne est mon domaine. Cette photo est l'une de celles qui ont été choisies par la NASA pour être embarquées des sondes du programme Voyager, afin d'illustrer les réalisations humaines.
Après trois tentatives effectuées les 6, 13 et 29 août 1926 (la première avec Miriam E. O'Brien, son frère Lincoln O'Brien et un autre guide, la seconde et la troisième avec Miss E. O'Brien et Vital Garny), la première ascension de l'aiguille de Roc fut réalisée le 6 août 1927 par Alfred Couttet, Miss Miriam E. O’Brien (également connue sous le nom de Miriam O'Brien Underhill (en) et Georges Cachat.